# Martinsville, Virginia

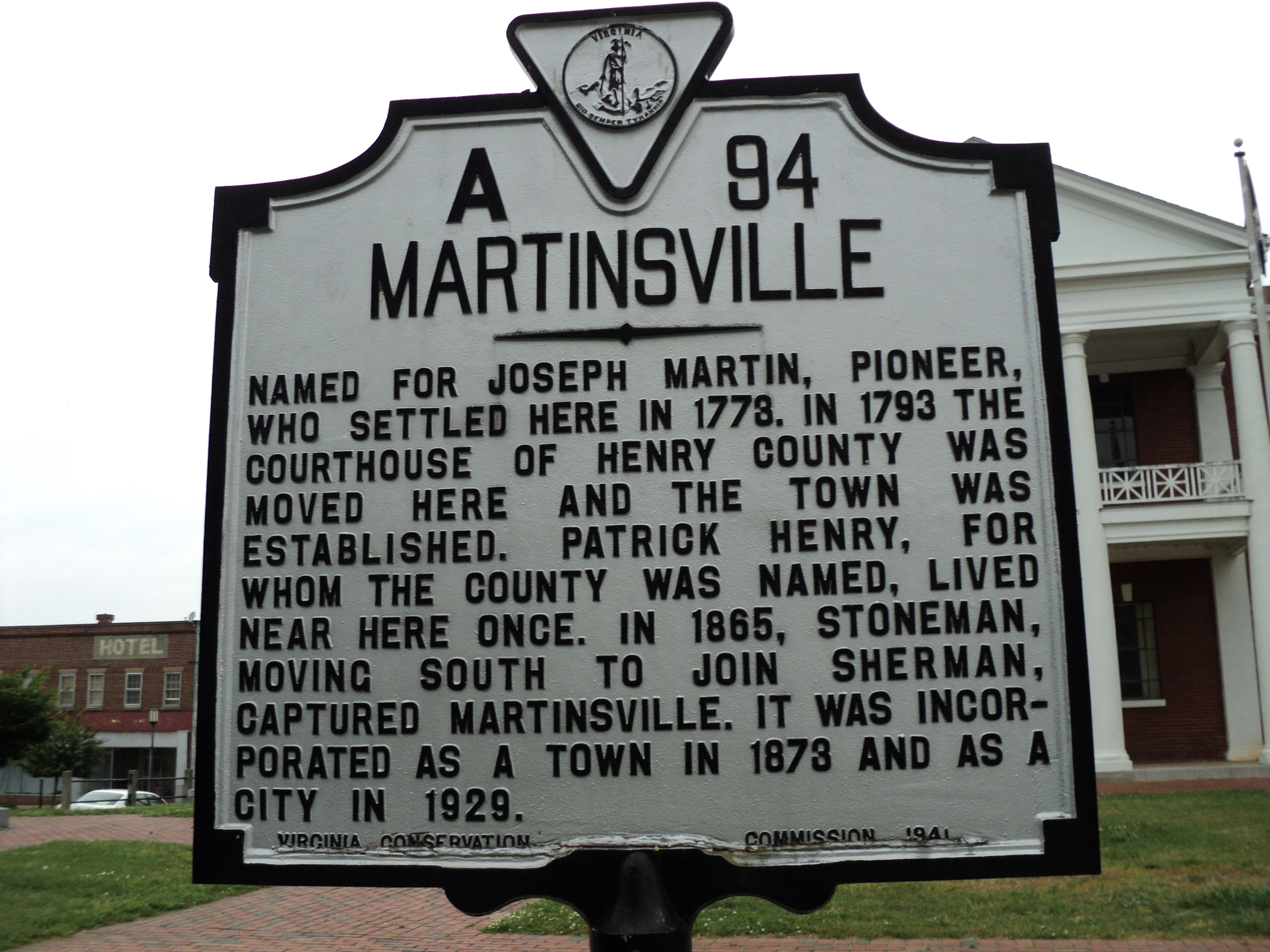
Historisk skylt.

Martinsville är en stad (independent city) och countyfritt område i den amerikanska delstaten Virginia med en folkmängd som enligt United States Census Bureau uppgår till 13 821 invånare (2010). Martinsville är en enklav som helt omges av Henry County.